# Protektorat Südnigeria
Das Protektorat Südnigeria (engl. Southern Nigeria Protectorate) war von 1900 bis 1914 ein britisches Protektorat in Westafrika. Zusammen mit dem Protektorat Nordnigeria bildete es die Grundlage der ehemaligen Kolonie Nigeria.

## Geschichte

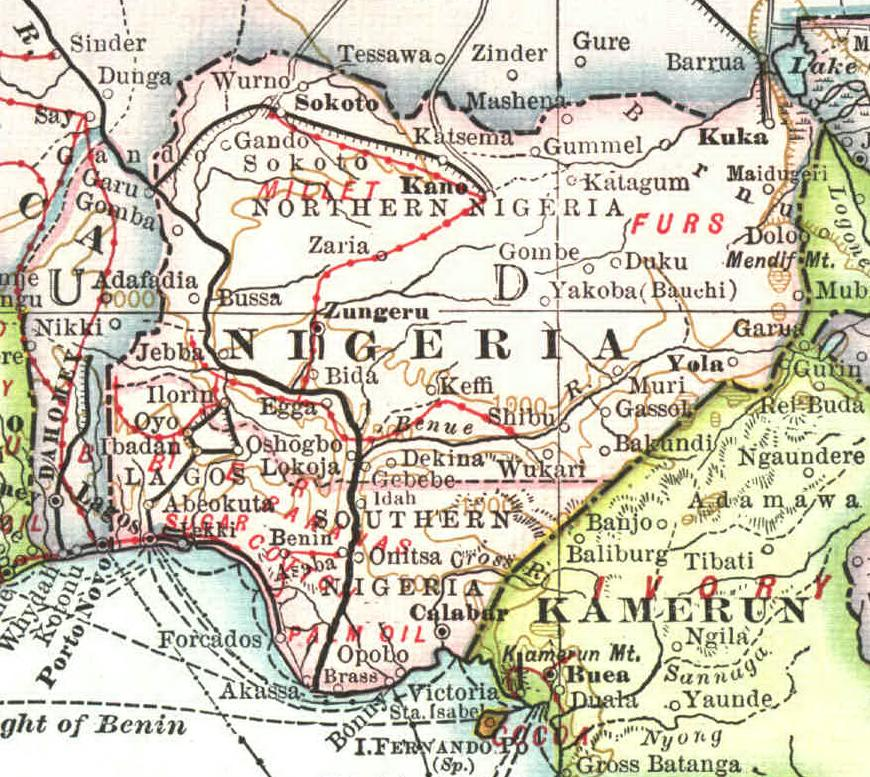
Karte von Nigeria 1909

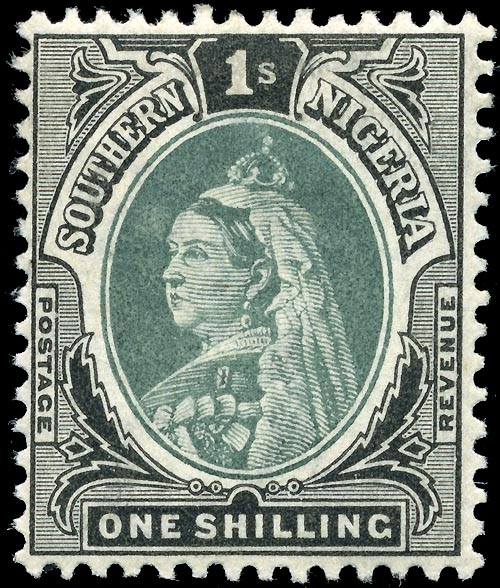
Briefmarke des Protektorats Südnigeria von 1901

Das Protektorat Südnigeria wurde 1900 aus dem Protektorat Nigerküste und Territorien der Handelsgesellschaft Royal Niger Company gebildet. Am 16. Februar 1906 wurde die Kronkolonie Lagos an das Protektorat angeschlossen, das in „Kolonie und Protektorat Südnigeria“ (engl. Colony and Protectorate of Southern Nigeria) umbenannt wurde. 1914 vereinigte sich das Protektorat Südnigeria mit dem Protektorat Nordnigeria zu einer einzigen Kolonie, deren Gebiete jedoch de facto bis 1946 getrennt verwaltet wurden.
Südnigeria wurde bis 1906 von einem Hochkommissar verwaltet, danach von einem Gouverneur.

### Hochkommissare
- 1900–1904: Sir Ralph Denham Rayment Moor
  - 1900: Henry Gallwey (vertretungsweise)
- 1904–1906: Sir Walter Egerton

### Gouverneure
- 1906–1912: Walter Egerton
  - 1907 James Thorburn (vertretungsweise)
- 1912–1914: Frederick Lugard (zugleich Gouverneur von Nordnigeria)